# Les Percussions de Strasbourg

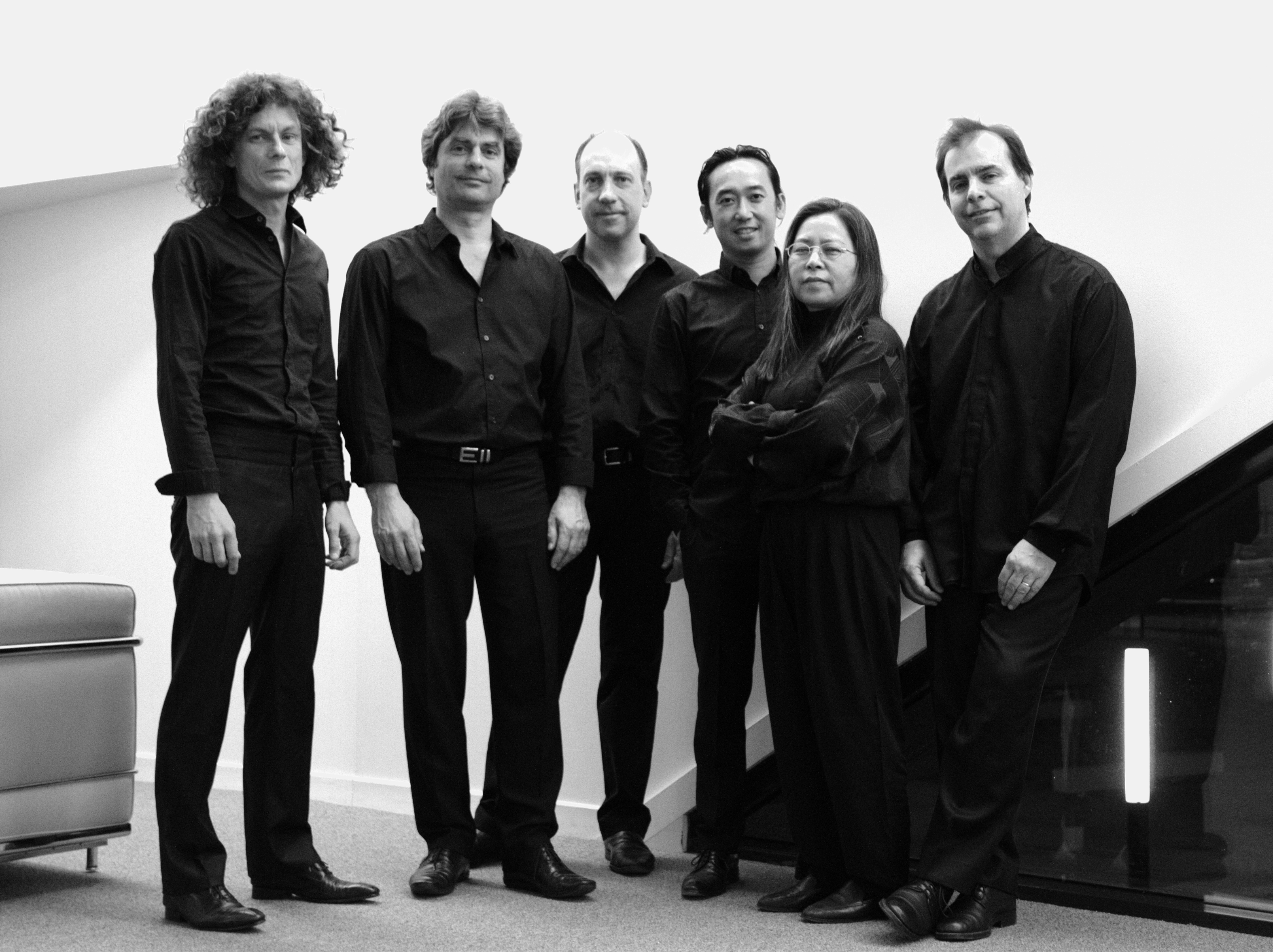
Les Percussions de Strasbourg (2013)

Les Percussions de Strasbourg ist ein in Strasbourg beheimatetes Ensemble für zeitgenössische klassische Musik, das sich aus sechs Schlagwerkern zusammensetzt. Das 1962 gegründete Ensemble existiert bis heute.

## Geschichte
Als 1959 Pierre Boulez nach Strasbourg eingeladen wurde, um sein Werk Le Visage nuptial aufzuführen, waren dabei die Schlagwerker der beiden am Ort ansässigen Sinfonieorchester – des Orchestre municipal und des Orchestre de l’ORTF – erforderlich. Aufgrund der Erfahrungen beschlossen die Musiker, gemeinsam ein Perkussionsensemble zu gründen, um weitere Werke der Neuen Musik gemeinsam zu interpretieren.
Die Formation wurde 1961 von den klassischen Perkussionisten Bernard Balet, Jean Batigne, Luden Droeller, Jean-Paul Finkbeiner, Claude Ricou und Georges Van Gucht unter der Schirmherrschaft von Boulez gegründet: Aus der Groupe Instrumental à Percussion wurde später Les Percussions de Strasbourg. Das erste Konzert fand am 17. Januar 1962 im ORTF statt.
Das Ensemble hat mehr als 300 Werke der zeitgenössischen klassischen Musik uraufgeführt, darunter die Eight Inventions von Miloslav Kabeláč (1963), Karlheinz Stockhausens Musik im Bauch (1975) oder Iannis Xenakis’ Pléïades (1979). Mit seinen Auftragskompositionen hat es zur Bereicherung des Repertoires der Neuen Musik beigetragen. So führte der 1969 an Xenakis erteilte Kompositionsauftrag Pershephassa dazu, dass dieser die Welt der Perkussionsinstrumente zu erkunden begann und sogar eigene Perkussionsinstrumente erfand. Komponisten wie Olivier Messiaen, Kazimierz Serocki, Maurice Ohana, François Bernard Mâche oder Hugues Dufourt machten sich daran, für diese Besetzung Werke zu komponieren.
Schon früh haben die Percussions de Strasbourg Grenzen überschritten: 1967 führten die sechs Schlagzeuger die Ionisation von Edgar Varèse mit Zustimmung des Komponisten auf, obgleich die Partitur die Teilnahme von dreizehn Schlagzeugern verlangt hätte. Das Ensemble ging auch auf Tournee und spielte auf einschlägigen Festivals wie den Donaueschinger Musiktagen.

## Diskographie (Auswahl)
- Continuum von Kazimierz Serocki (1969, Philips) OCLC 638532619
- Shen von Tona Scherchen-Hsiao, Çandrakâla und Shima von Alain Louvier, Kryptogramma von Georges Aperghis (1970ff., Philips) OCLC 4926591
- Noces von Igor Strawinsky und Cantigas von Maurice Ohana (1987, Pierre Verany) OCLC 716111686
- Pléïades von Iannis Xenakis (1987, Harmonia Mundi) OCLC 491412001
- Pléïades von Iannis Xenakis (1988, Denon CO 73678) OCLC 491968402
- Autres contacts, Adama Dramé et Les Percussions de Strasbourg (1995, L'Empreinte digitale, ED 13043) OCLC 493579495
- Bibilolo von Marc Monnet (2001, Accord) OCLC 493329146
- Archipel 2 von André Boucourechliev (2001, Philips)
- Les Percussions de Strasbourg jouent pour les tout petits les plus belles berceuses de Noël mit Christian Vander (2001, Philips)
- Entente préalable – Jarrell, Mâche, Lauba, Romitelli, Philippe Leroux, Monnet, Singier, Pesson, Levinas, Matalon, Hurel, Drouet (2001, Accord) OCLC 301281613